# Dubfire
Dubfire, eigentlich Ali Shirazinia (* 19. April 1971 in Teheran), ist ein iranisch-US-amerikanischer Produzent im Bereich der elektronischen Tanzmusik und Mitglied des Produzenten-Duos Deep Dish.

## Karriere
Bekannt wurde Dubfire vor allem durch den Track RibCage, der zum Clubhit wurde und in den Jahrespolls der Zeitschriften Raveline und Groove Magazine jeweils auf den 3. Platz der besten Tracks 2007 gewählt wurde. Im Leserpoll der Zeitschrift de:Bug schaffte es der Track auf Platz 1.
Der Track Roadkill wurde als Club Banger Of The Year bei den Club World Awards nominiert. Auch der Track Emmisions, der auf dem Label m nus erschien, gilt als erfolgreich.
Im Mai 2009 war Dubfire in der YOUFM Clubnight zu hören.

## Diskografie (Auswahl)

### Singles und EPs
- 2007: I Feel Speed
- 2007: RibCage
- 2007: Roadkill
- 2007: Roadkill (Remixes)
- 2007: Emmisions
- 2008: Diablo (mit Oliver Huntemann)
- 2008: Dios (mit Oliver Huntemann)
- 2009: Rabid
- 2010: Fuego (mit Oliver Huntemann)
- 2010: Rejekt

### Kompilationen
- 2003: Global Underground: Toronto: Dubfire
- 2007: Global Underground: Taipei

### Remixe
- 1994: Elastic Reality – Cassa De X
- 1994: Watergate – Lonely Winter
- 1994: Prana – The Dream
- 1995: Aquarhythms – Ether’s Whisper
- 1995: De’Lacy – Hideaway
- 1995: e-N – The Horn Ride
- 2006: Nitzer Ebb – Control I’m Here
- 2006: Robbie Rivera – Float Away
- 2007: Axwell Feat. Max’C – I Found U
- 2007: Meat Katie & D. Ramirez – Stop The Revolution
- 2007: DJ Yellow – No More Enemie
- 2007: Plastikman – Spastik
- 2007: Nic Fanciulli – Lucky Heather
- 2007: Christian Smith & John Selway – Transit Time
- 2008: System 7 – Spacebird
- 2008: UNKLE – Hold My Hand
- 2008: Gregor Tresher – A thousand nights
- 2008: Radio Slave – Grindhouse